# 사멧섬

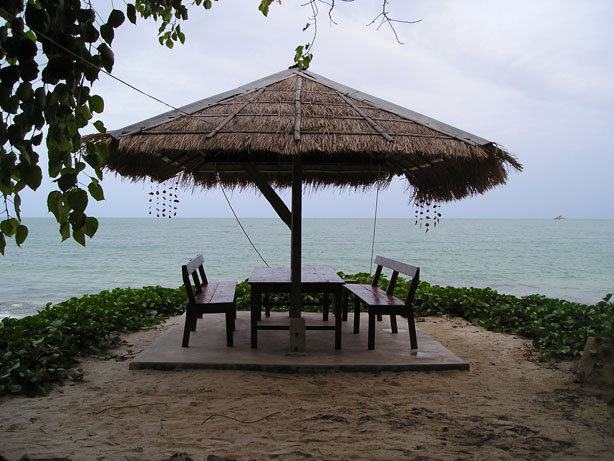
사멧 섬

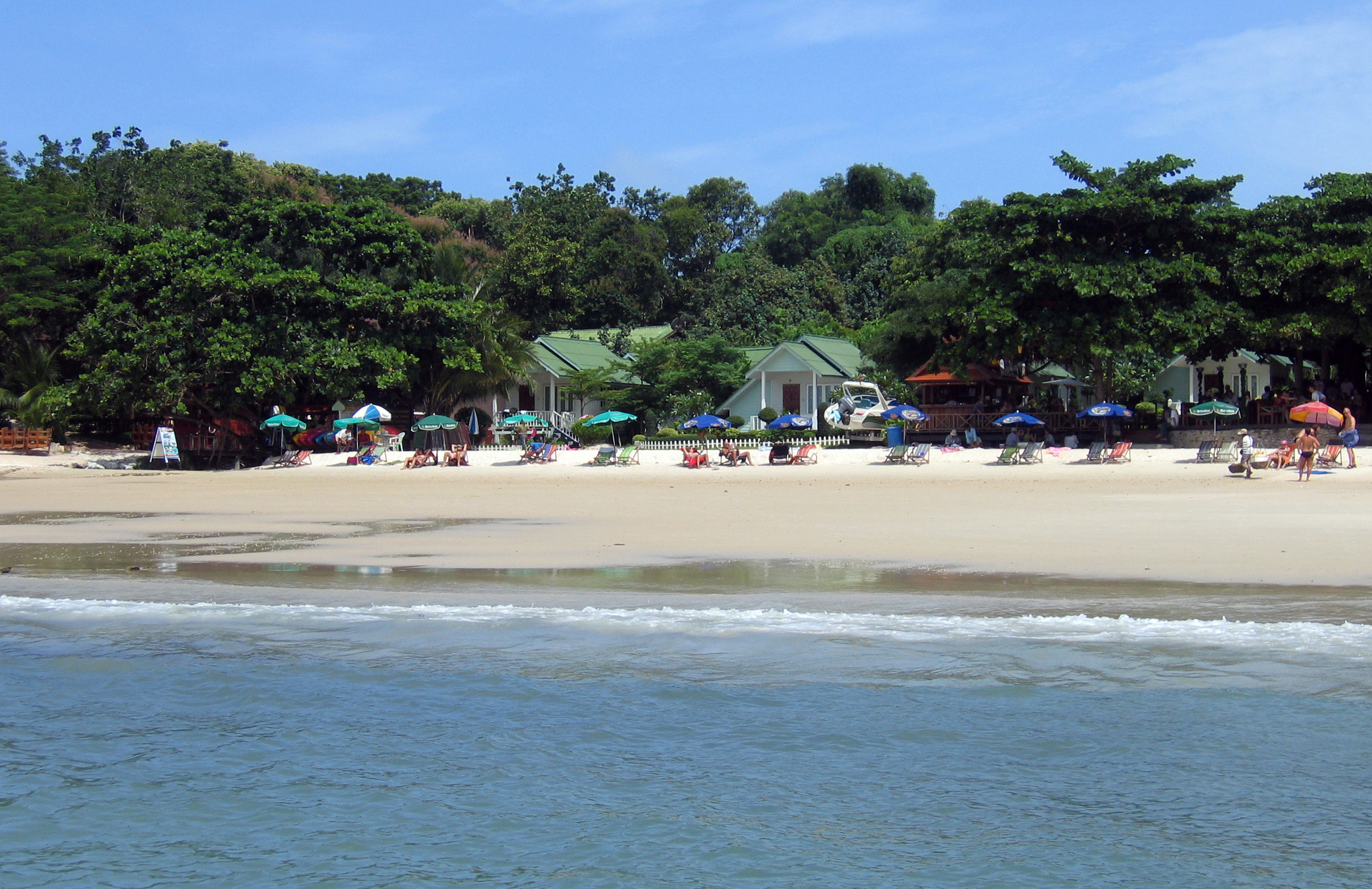
아오 파이

사멧섬(태국어: เกาะเสม็ด, 꺼사멧, Kor Samet)은 본토로부터 6.4km 앞바다의 타이만내에 위치하는 태국의 섬이다. 라용 주에 속하고 주의 상징에도 그려져 있다. 1830년 무렵에 시인 순톤 푸가 사멧의 해안을 무대로 한 이야기 프라아파이마니를 저술해 유명해지게 되었다. 수도인 방콕으로부터 비교적 가까운 거리에 있기 때문에, 외국인 관광객 뿐만이 아니라 방콕 시민 등에게 매우 간편한 주말의 휴양지가 되고 있다.
사멧 섬은 라용 주 반페의 선착장으로부터 연락선으로 갈 수 있다. 소요 시간은 약 40분이다. 또 섬 전체가 태국의 국립공원으로 지정되어 있어 섬에 들어갈 때는 국립공원 입장료로서 외국인 200바트, 태국인 40바트를 지불하지 않으면 안 된다.
사멧 섬은 수많은 아름다운 모래 사장이나 푸른 바다로 알려져 있고 섬내에는 많은 방갈로나 호텔, 레스토랑 등이 존재한다. 섬 북동부에 위치하는 핫사이깨우(유리모래 해변)가 선착장으로부터 가장 근처에 있고 선착장에서 대기하고 있는 썽태우(Songthaew)를 이용하면 5분 정도로 이동할 수 있다. 또 도보로 이동해도 10분 남짓이다.